# Ari Mannio
Ari Mannio (né le 23 juillet 1987 à Lehtimäki) est un athlète finlandais, spécialiste du lancer du javelot.

## Biographie
Il remporte la médaille d'argent des Championnats du monde junior 2006 de Pékin. Favori des Championnats d'Europe espoirs 2009 après avoir établi la performance de 85,70 m, le 24 mai 2009, lors du meeting de Leppävirta, le Finlandais s'adjuge à Kaunas la médaille d'or du javelot avec 84,57 m.
Il mesure 1,85 m pour 104 kg et appartient au club Lehtimäen Jyske.

## Palmarès
| Date | Compétition                       | Lieu             | Résultat | Marque  |
| ---- | --------------------------------- | ---------------- | -------- | ------- |
| 2004 | Championnats du monde juniors     | Grosseto         | 6e       | 70,63 m |
| 2005 | Championnats d’Europe juniors     | Kaunas           | 3e       | 72,47 m |
| 2006 | Championnats du monde juniors     | Pékin            | 2e       | 77,26 m |
| 2007 | Jeux mondiaux militaires          | Hyderabad        | 2e       | 76,77 m |
| 2009 | Championnats d’Europe espoirs     | Kaunas           | 1er      | 84,57 m |
| 2010 | Championnats d’Europe par équipes | Bergen           | 3e       | 81,71 m |
| 2011 | Jeux mondiaux militaires          | Rio de Janeiro   | 1er      | 82,48 m |
| 2012 | Championnats d'Europe             | Helsinki         | 3e       | 82,63 m |
| 2012 | Jeux olympiques                   | Londres          | 10e      | 78,60 m |
| 2013 | Ligue de diamant                  | Ligue de diamant | 7e       | détails |
| 2014 | Finnkampen Suède - Finlande       | Helsinki         | 3e       | 81,89 m |
| 2015 | Jeux mondiaux militaires          | Mungyeong        | 1re      | 79,78 m |
| 2015 | Finnkampen Suède - Finlande       | Stockholm        | 2e       | 82,85 m |

## Records
| Épreuve           | Performance | Lieu       | Date        |
| ----------------- | ----------- | ---------- | ----------- |
| Lancer du javelot | 85,70 m     | Leppävirta | 24 mai 2009 |